# Brett Seney
Brett Seney (* 28. Februar 1996 in London, Ontario) ist ein kanadischer Eishockeyspieler, der seit Juli 2022 bei den Chicago Blackhawks aus der National Hockey League unter Vertrag steht und parallel für deren Farmteam, die Rockford IceHogs, in der American Hockey League auf der Position des linken Flügelstürmers zum Einsatz kommt.

## Karriere
Brett Seney wurde in London geboren und lief dort in seiner Jugend unter anderem für die London Junior Knights auf. Zur Saison 2012/13 wechselte er zu den Kingston Voyageurs in die Ontario Junior Hockey League (OJHL) und war dort zwei Jahre aktiv, wobei er vor allem in der Spielzeit 2013/14 mit 69 Punkten aus 49 Spielen als Scorer überzeugte. Allerdings stellt die OJHL nur die zweitrangige Juniorenliga seiner Heimatprovinz nach der Ontario Hockey League dar, sodass er sich im Jahre 2014 am Merrimack College in North Andover im US-Bundesstaat Massachusetts einschrieb. Dort begann er ein Sportmanagement-Studium und lief fortan für das Eishockeyteam der Hochschule, die Warriors, in der Hockey East auf, einer Liga im Spielbetrieb der National Collegiate Athletic Association (NCAA). Nachdem sich der Flügelstürmer auch dort als regelmäßiger Scorer etabliert hatte, wurde er im NHL Entry Draft 2015 an 157. Position von den New Jersey Devils berücksichtigt. In der Folge komplettierte Seney jedoch vorerst seine vierjährige College-Ausbildung, wobei er seine beste persönliche Statistik in der Spielzeit 2017/18 mit 32 Punkten erzielte und daraufhin ins Third All-Star Team der Hockey East gewählt wurde.
Anschließend unterzeichnete Seney im März 2018 einen Einstiegsvertrag bei den New Jersey Devils, die ihn anschließend bis zum Saisonende bei ihrem Farmteam einsetzten, den Binghamton Devils aus der American Hockey League (AHL). Dort begann der Angreifer auch die Spielzeit 2018/19, bevor er Anfang November 2018 erstmals in New Jerseys Aufgebot berufen wurde und in der Folge sein Debüt in der National Hockey League (NHL) gab. Danach stand er zunächst regelmäßig für die Devils in der NHL auf dem Eis, ehe er ab der Saison 2019/20 wieder vermehrt in der AHL eingesetzt wurde. Im Juli 2021 schloss sich Seney als Free Agent den Toronto Maple Leafs an, ebenso wie im Juli 2022 den Chicago Blackhawks.

## Erfolge und Auszeichnungen
- 2018 Hockey East Third All-Star Team
- 2023 Teilnahme am AHL All-Star Classic

## Karrierestatistik
Stand: Ende der Saison 2023/24
(Legende zur Spielerstatistik: Sp oder GP = absolvierte Spiele; T oder G = erzielte Tore; V oder A = erzielte Assists; Pkt oder Pts = erzielte Scorerpunkte; SM oder PIM = erhaltene Strafminuten; +/− = Plus/Minus-Bilanz; PP = erzielte Überzahltore; SH = erzielte Unterzahltore; GW = erzielte Siegtore; 1 Play-downs/Relegation; Kursiv: Statistik nicht vollständig)